# Pismak
Pismak là bộ phim Ba Lan năm 1985 của đạo diễn Wojciech Jerzy Has, với sự tham gia của Wojciech Wysocki, Zdzislaw Wardejnc và Jan Peszek. Bộ phim là sự chuyển thể từ tiểu thuyết của Wladyslaw Terlecki, kể về câu chuyện của nhà báo trẻ bị nhốt trong phòng giam với người phá két và linh mục, dưới góc nhìn của họ.

## Âm mưu
Bộ phim Lly bối cảnh trong Chiến tranh thế giới thứ nhất, Raphael (Wojciech Wysocki), là một nhà báo trẻ bị bắt và bỏ tù vì xuất bản một tạp chí chống giáo sĩ có tên "The Devil" (Ác quỷ). Anh bị đưa vào phòng giam với một kẻ phá két nổi tiếng (Zdzislaw Wardejn) và Sixtus (Jan Peszek), một cựu tu sĩ bị cáo buộc tội giết người. Nhà báo xây dựng câu truyện dựa trên lời kể của hai nhân vật còn lại, tuy nhiên khi mắc bệnh sốt thương hàn, anh ta khó phân biệt đâu là thật, đâu là tưởng tượng.

## Diễn viên
- Grzegorz Heromiński trong vai Hunchback
- Gustaw Holoubek trong vai Thẩm phán điều tra
- Gabriela Kownacka trong vai Maria
- Andrzej Krukowski trong vai Gruźlik
- Janusz Michalowski trong vai Bác sĩ nhà tù
- Hanna Mikuć trong vai người yêu của Sixtus
- Jan Peszek trong vai Sixtus
- Zdzislaw Wardejn trong vai võ sĩ quyền anh
- Wojciech Wysocki trong vai Raphael
- Jerzy Zelnik trong vai Nhà văn
- Marzena Trybal trong vai bạn của kẻ săn trộm
- Gustaw Lutkiewicz trong vai quản giáo
- John Paul Raven trong vai quản ngục
- Jerzy Zygmunt Nowak trong vai đặc vụ đã bắt Raphael
- Andrew Szenajch trong vai sĩ quan
- Jerzy Moes trong vai sĩ quan Áo

## Phát hành
Bộ phim được phát hành vào ngày 23 tháng 9 năm 1985.